# Ancyloscelis duckei
Ancyloscelis duckei är en biart som beskrevs av Heinrich Friese 1904. Ancyloscelis duckei ingår i släktet Ancyloscelis och familjen långtungebin. Inga underarter finns listade i Catalogue of Life.